# Coturnicops noveboracensis
Coturnicops noveboracensis е вид птица от семейство Rallidae.

## Разпространение
Видът е разпространен в Канада, Мексико и САЩ.